# スーパーレック・キアトモー9
スーパーレック・キアトモー9（Superlek Kiatmuu9、1995年11月6日 - ）は、タイの男性ムエタイ選手。キアトモー９ジム所属。ムエタイの世界王者に2度輝き、世界で最も優れたストライカーの1人とされる。元WBCムエタイ世界スーパーフェザー級王者。現ONEキックボクシング世界フライ級王者。元ONEムエタイ世界バンタム級王者。ONE史上8人目の2階級制覇王者ならびに2種目制覇王者。

## 来歴
タイ北東部のブリーラム県出身。叔父は伝説的選手のシンダム。8歳のときに祖父に連れられて有名ムエタイジム「キアトモー9ジム」を訪れてムエタイを始める。トレーニング開始後2、3週間で大会に出場を始め、テクニカルなムエタイ、ムエ・フィームーのスタイルで合計100以上の勝利を挙げる。バンコクのルンピニー・スタジアムで世界タイトルを獲得し、2012年にはタイスポーツ局の年間最優秀ムエタイ戦士に選出された。

### ONE Championship
2019年2月「ONE:CLASH OF LEGENDS」ラオ・チェトラ戦でONE Championshipにデビュー。判定勝ちをあげる。
2021年2月26日、「ONE: FISTS OF FURY」でイリアス・エナッシとONEフライ級キックボクシング世界タイトルをかけて対戦し、0-3の判定負け。この判定は物議を醸したため、チャトリCEOは再戦させることを発表した。
2022年12月3日、ONEフライ級ムエタイ世界グランプリ決勝でパンパヤック・ジットムアンノンと対戦予定であったが、スーパーレックがリミットを0.25ポンド上回る135.25ポンド、パンパヤックもリミットを3ポンド上回る138ポンドと両者ともフライ級（125～135ポンド）で計量できず、キャッチウェイト138ポンドでの試合となった。
2023年1月14日、「ONE FIGHT NIGHT 6」でスペインのダニエル・プエルタスと空位のONEフライ級キックボクシング世界タイトルをかけて対決し、3-0の判定勝ちで世界チャンピオンとなる。当初はイリアス・エナッシとの再戦が予定されていたが、王者のイリアスが体重を調整することが出来ず棄権、王座を返上したため、直前にダニエルとの王座決定戦に変更となった。
2023年3月25日シンガポール大会「ONE Fight Night 8: Superlek vs. Williams」で、直前のオファーを受けて階級を上げたダニエル・ウィリアムスとの初防衛戦をノックアウト勝利。
2023年9月22日、「ONE Friday Fights 34」のメインイベントでONEムエタイ世界フライ級王者のロッタン・ジットムアンノンと対戦し、3-0の判定勝ちを収めた。本来はONEムエタイ世界フライ級タイトルマッチとしてロッタンに挑戦する予定だったが、スーパーレックがフライ級の契約体重である135ポンド（-61.2kg）を5ポンド（2.27kg）超過したため、試合は140ポンド（63.5kg）のキャッチウェイトによるノンタイトル戦に変更して行われた。
2024年1月28日、当初ロッタンと対戦する予定だったK-1の元3階級制覇王者武尊の挑戦を受け、「ONE: CENTURY PART II」以来4年3ヶ月ぶりのONEの日本大会「ONE 165: Superlek vs. Takeru」でONEキックボクシングフライ級タイトルマッチを行い、3-0の判定勝ちで武尊を退け防衛に成功した。5万ドルの勝利ボーナスを手にした王者は試合後「私のスキルを発揮できてよかった。武尊選手の強さには驚きませんでした。そういう評判でしたし、とても根性のある選手です。」とコメント。次戦についても「常に準備できていて、チャトリCEOの指示に従う。武尊選手との再戦でもロッタンとの対戦でも何でもやります。」と振り返った。
2024年9月6日、アメリカで開催された「ONE 168: Denver」のONEムエタイ世界バンタム級タイトルマッチで王者のジョナサン・ハガティーに挑戦し、1R序盤に右肘打ちでKO勝ちを収めONE史上8人目の2階級制覇ならびに2種目制覇を果たした。

## 戦績
| キックボクシング 戦績 | キックボクシング 戦績 | キックボクシング 戦績 | キックボクシング 戦績 | キックボクシング 戦績 | キックボクシング 戦績 | キックボクシング 戦績 |
| --------------------- | --------------------- | --------------------- | --------------------- | --------------------- | --------------------- | --------------------- |
| 173 試合              | (T)KO                 | 判定                  | その他                | 引き分け              | 無効試合              |                       |
| 139 勝                |                       |                       |                       | 4                     | 0                     |                       |
| 30 敗                 |                       |                       |                       | 4                     | 0                     |                       |

| 勝敗 | 対戦相手                                | 試合結果                          | 大会名                                                                                     | 開催年月日     |
|      | 与座優貴                                | 試合前                            | ONE 173: Superbon vs. Noiri                                                                | 2025年11月6日  |
| ×    | ナビル・アナン                          | 3R終了 判定0-3                    | ONE 172: Rodtang vs. Takeru                                                                | 2025年3月23日  |
| ○    | ジョナサン・ハガティー                  | 1R 0:49 KO（右肘打ち）            | ONE 168: Denver 【ONEムエタイ世界バンタム級タイトルマッチ】                                | 2024年9月6日   |
| ○    | ゴントーラニー・ソー・ソンマイ          | 3R終了 判定3-0                    | ONE Friday Fights 68                                                                       | 2024年6月28日  |
| ○    | 武尊                                    | 5R終了 判定3-0                    | ONE 165: Superlek vs. Takeru 【ONEキックボクシング世界フライ級タイトルマッチ】             | 2024年1月28日  |
| ○    | ロッタン・ジットムアンノン              | 3R終了 判定3-0                    | ONE Friday Fights 34                                                                       | 2023年9月22日  |
| ○    | タギール・カリロフ                      | 2R 1:42 TKO（レフェリーストップ） | ONE Fight Night 12: Kryklia vs. Xhaja                                                      | 2023年7月14日  |
| ○    | ナビル・アナン                          | 1R 2:03 KO（右ボディストレート）  | ONE Friday Fights 22                                                                       | 2023年6月23日  |
| ○    | ダニエル・ウィリアムス                  | 3R 1:55 KO（パンチ連打）          | ONE Fight Night 8: Superlek vs. Williams 【ONEキックボクシング世界フライ級タイトルマッチ】 | 2023年3月25日  |
| ○    | ダニエル・プエルタス                    | 5R終了 判定3-0                    | ONE FIGHT NIGHT 6: SUPERBON VS. ALLAZOV 【ONEキックボクシング世界フライ級王座決定戦】      | 2023年1月14日  |
| ○    | パンパヤック・ジットムアンノン          | 3R終了 判定2-1                    | ONE 164: PACIO VS. BROOKS                                                                  | 2022年12月03日 |
| ○    | ボルター・ゴンサルベス                  | 1R 1:35 KO（肘打ち）              | ONE on Prime Video 1 【ONEムエタイフライ級ワールドグランプリ準決勝】                       | 2022年8月27日  |
| ○    | 内藤大樹                                | 3R終了 判定3-0                    | ONE 157: Petchmorakot vs. Vienot 【ONEムエタイフライ級ワールドグランプリ準々決勝】         | 2022年5月20日  |
| ○    | スーパーボール・ティーデ99              | 5R終了 判定3-0                    | ラジャダムナン・スタジアム 【True4Uスーパーライト級王座決定戦】                            | 2022年4月7日   |
| ○    | ルンキット・ウォー.サンプラパイ         | 5R終了 判定                       | Mahakam MuayRuamPonKon Chana + Petchyindee                                                 | 2021年4月8日   |
| ×    | イリアス・エナッシ                      | 5R終了 判定0-3                    | ONE: FISTS OF FURY 【ONEキックボクシング世界フライ級タイトルマッチ】                       | 2021年2月26日  |
| ○    | ファディ・カレッド                      | 3R終了 判定3-0                    | ONE: A NEW BREED II                                                                        | 2020年9月11日  |
| ○    | パンパヤック・ジットムアンノン          | 3R終了 判定3-0                    | ONE: No Surrender                                                                          | 2020年7月31日  |
| ○    | スーパーボール・ティーデ99              | 5R終了 判定3-0                    | ラジャダムナン・スタジアム 74th Anniversary                                                | 2019年12月13日 |
| ○    | スアキム・PKセンチャイムエタイジム      | 5R終了 判定                       | Ruamponkon Prachin                                                                         | 2019年11月7日  |
| △    | ガオナー・PKセンチャイムエタイジム      | 5R終了 判定                       | Yod Muay Thai Naikhanomton                                                                 | 2019年10月5日  |
| ○    | ルンキット・ウォー.サンプラパイ         | 5R終了 判定                       | ラジャダムナン・スタジアム                                                                 | 2019年9月5日   |
| ○    | ランカオ・ウォー.サンプラパイ           | 5R終了 判定                       | ラジャダムナン・スタジアム                                                                 | 2019年8月8日   |
| ×    | ランカオ・ウォー.サンプラパイ           | 5R終了 判定                       | ラジャダムナン・スタジアム 【ラジャダムナンスタジアムスーパーフェザー級王座決定戦】        | 2019年7月11日  |
| ○    | ルイ・ボテーリョ                        | 3R終了 判定3-0                    | ONE: Warriors Of Light                                                                     | 2019年5月10日  |
| ○    | ルンキット・ウォー.サンプラパイ         | 5R終了 判定                       | ラジャダムナン・スタジアム                                                                 | 2019年4月4日   |
| ○    | ラオ・チェトラ                          | 3R終了 判定3-0                    | ONE: Clash Of Legends                                                                      | 2019年2月16日  |
| ×    | ガオナー・PKセンチャイムエタイジム      | 5R終了 判定                       | ONE: Clash Of Legends                                                                      | 2018年12月16日 |
| ○    | クリスチャン・オパソス                  | 1R 1:42 KO（右肘打ち）            | Yokkao 33 & 34                                                                             | 2018年10月29日 |
| ○    | ジョナサン・ハガティー                  | 2R終了時 TKO（ドクターストップ）  | Yokkao 31 & 32                                                                             | 2018年10月13日 |
| ○    | ムアンタイ・PKセンチャイムエタイジム    | 5R終了 判定                       | Muaythai Expo                                                                              | 2018年10月5日  |
| ×    | パンパヤック・ジットムアンノン          | 5R終了 判定                       | ラジャダムナン・スタジアム                                                                 | 2018年8月17日  |
| △    | ペットウトン・オー.クワンムアン         | 5R終了 判定                       | ラジャダムナン・スタジアム                                                                 | 2018年6月14日  |
| ○    | ペットウトン・オー.クワンムアン         | 5R終了 判定                       | ラジャダムナン・スタジアム                                                                 | 2018年1月25日  |
| ×    | パンパヤック・ジットムアンノン          | 5R終了 判定                       | Phetchbuncha Stadium                                                                       | 2017年12月30日 |
| △    | ムアンタイ・PKセンチャイムエタイジム    | 5R終了 判定                       | ルンピニー・スタジアム                                                                     | 2017年12月8日  |
| ○    | フォカロルス・アユタヤファイトジム      | 5R終了 判定                       | ルンピニー・スタジアム                                                                     | 2017年11月17日 |
| ○    | クリストファー・ショー                  | 5R終了 判定3-0                    | ラジャダムナン・スタジアム                                                                 | 2017年10月15日 |
| ○    | ムアンタイ・PKセンチャイムエタイジム    | 5R終了 判定                       | ルンピニー・スタジアム                                                                     | 2017年9月8日   |
| ○    | 小川翔                                  | 3R 2:05 TKO（ドクターストップ）   | Suk Wanchai MuayThai Super Fight                                                           | 2017年8月6日   |
| ○    | カイムッカオ・ポー.タイロンルアンカマイ | 2R KO（右肘打ち）                 | ラジャダムナン・スタジアム                                                                 | 2017年6月5日   |
| ×    | パンパヤック・ジットムアンノン          | 5R終了 判定                       | ラジャダムナン・スタジアム                                                                 | 2017年5月4日   |
| ○    | サンマニー・ソー.ティエンポ             | 5R終了 判定                       | ラジャダムナン・スタジアム                                                                 | 2017年4月6日   |
| ×    | アンソニー・リーニエ                    | 5R終了 判定                       | ラジャダムナン・スタジアム                                                                 | 2017年3月8日   |
| ○    | パンパヤック・ジットムアンノン          | 5R終了 判定                       | ラジャダムナン・スタジアム                                                                 | 2017年2月2日   |
| ×    | ペットウトン・オー.クワンムアン         | 5R終了 判定                       | ラジャダムナン・スタジアム                                                                 | 2016年12月22日 |
| ○    | セクサン・オー.クワンムアン             | 5R終了 判定                       | ラジャダムナン・スタジアム                                                                 | 2016年11月14日 |
| ○    | ヤスユキ                                | 2R 2:19 KO（右ハイキック）        | Suk Wanchai MuayThai Super Fight                                                           | 2016年10月9日  |
| ○    | セクサン・オー.クワンムアン             | 5R終了 判定                       | ルンピニー・スタジアム 【WBCムエタイ世界スーパーフェザー級暫定王座決定戦】                 | 2016年9月23日  |

## 獲得タイトル
- ルンピニースタジアムスーパーフライ級王座（2012年）
- ルンピニースタジアムバンタム級王座（2013年）
- タイ国フェザー級王座（2013年）
- 第7代WBCムエタイ世界スーパーフェザー級王座（2016年）
- True4Uスーパーライト級王座（2022年）
- 第3代ONEキックボクシング世界フライ級王座（2023年）
- 第3代ONEムエタイ世界バンタム級王座（2024年）